# 札返し

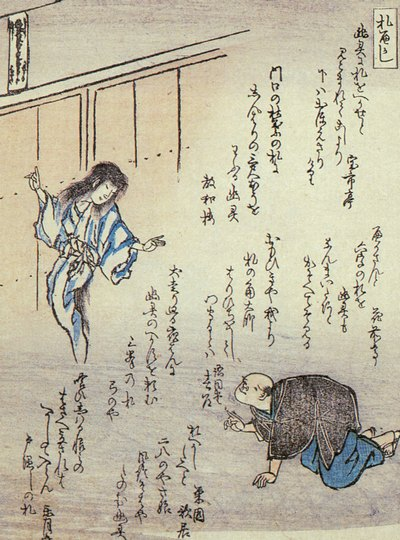
竜斎閑人正澄画『狂歌百物語』より「札へがし」

札返し（ふだかえし）または札へがしは、江戸時代の古書『狂歌百物語』にある霊。
外観は、一般的な幽霊画のように脚のない霊の姿で描かれている。お経や神様、仏の絵が描かれた護符が家の戸に貼ってあると悪霊が家に入ることができない。その護符を剥がそうにも自分の手で触れることはできず、生きている人間ならそれらの効力はないので、人間を威したり、賄賂を渡したり、何らかの約束をすることで剥がしてもらおうとする霊のことをいう。こうした欲心から札返しに協力した者には、必ず報いが訪れるという。『狂歌百物語』では「はがさんと 六字の札を 幽霊も なんまいだあと 数えてぞみる」「ただいちの かみの御札は さすがにも のりけなくとも はがしかねけり」など、護符と幽霊の関連などの短歌の記述を見ることができる。
小泉八雲の著書『化けものの歌』にも札返しの名が見られ、これは江戸を舞台とした怪談『牡丹灯籠』の一場面のこととされる。同作の亡霊・お露は毎晩のように愛する男のもとに通い詰めるが、男はこの世のものではないお露を恐れて家中の戸に護符を貼るので、お露は隣家の者に護符を剥がさせようとするのだという。